# Maurice Setters
Maurice Setters, né le 16 décembre 1936 à Honiton (Angleterre) et mort le 22 novembre 2020, est un footballeur anglais, qui évoluait au poste d'ailier à Manchester United.

## Carrière
- 1953-1955 : Exeter City
- 1955-1960 : West Bromwich Albion
- 1959-1965 : Manchester United
- 1964-1968 : Stoke City
- 1967-1970 : Coventry City
- 1969-1970 : Charlton Athletic

## Palmarès

### Avec Manchester United
- Vainqueur de la Coupe d'Angleterre de football en 1963.